# FN:s rapport om mänsklig utveckling i arabvärlden
FN:s rapport om mänsklig utveckling i arabvärlden är en rapport sponsrad av FN:s utvecklingsprogram (UP), som ger ledande arabiska forskare en plattform för att analysera utmaningar och möjligheter för mänsklig utveckling i den arabiska regionen. Projektet har en webbplats där kopior av rapporterna kan laddas ner på arabiska, engelska och franska.

## Rapporten år 2005: Kön
Utgångspunkten för denna rapport var iakttagelsen att arabiska länder utan tvekan har uppnått betydande framsteg när det gäller att främja kvinnor, och arabiska kvinnor har gjort enastående framsteg inom olika områden för mänsklig aktivitet, men mycket mer återstår att åstadkomma för att möjliggöra ett rättvist förvärv och utnyttjande av mänskliga förmågor och mänskliga rättigheter för kvinnor. Rapporten argumenterade för fullständig ratificering och genomförande av alla bestämmelser i FN:s konvention om avskaffande av alla former av diskriminering mot kvinnor, liksom en bred rörelse i det arabiska civilsamhället som engagerar både kvinnor och män. I kampen för att stadigt utöka gränsen för kvinnors möjligheter - till förmån för inte bara kvinnor utan för det arabiska samhället som helhet.